# Блус стандарт
Блус стандарт означава блус песен, която има широка популярност, изпълнявана е и е записвана от много блус музиканти.
Следва списък на блус стандарти и някои от музикантите, които са ги записвали. Песни, включени в зала на славата, са отбелязани, както следва:
- Зала на блус славата – „B“,
- Грами зала на славата – „G“,
- Рокендрол зала на славата – „R“.

## A
- „Ain't Nobody's Business“
  - Original Memphis Five & Ана Мейър, Сара Мартин, Беси Смит, Албърта Хънтър, Джими Уинтърспуун, Дина Уошингтън, Лоуел Фулсън, Б.Б. Кинг, Фреди Кинг, Боби Бланд, Джеймс Котън, Джони Копланд, Джеймс Букър, Отис Спан

## B
- „Baby Please Don't Go“B,R
  - Джо Уилямс, Мъди Уотърс, Лайтнинг Хопкинс, Брауни Макгий, Пинк Андерсън, Уолтър Хортън, Фред Макдоуел, Кари Бел, Доктор Рос, Уили Смит, AC/DC, Taste, Budgie, Aerosmith, Them

- „Baby What You Want Me to Do“B
  - Джими Рийд, Отис Ръш, Пайнтоп Пъркинс, Ета Джеймс, Бъди Гай & Джуниър Уелс, Детройт Джуниър, Джони Диър, Джони Джонсън, Литъл Сони, Лутър Джонсън, Лъки Питърсън, Били Бранч, Hot Tuna

- „Big Boss Man“B,R
  - Джими Рийд, Манс Липскъм, Б.Б. Кинг, Джими Роджърс, Коко Тейлър, Слим Харпо, Кени Нийл, Мак Томпсън, Джак Джонсън & Ким Уилсън, Уили Кобс

- „Blues with a Feeling“
  - Литъл Уолтър, Пол Бътърфийлд, Уолтър Хортън, Джордж Смит, Лутър Алисън, Кари Бел & Лури Бел, Литъл Сони, Уили Смит, Ансън Фъндербърг, Джими Доукинс, Тадж Махал

- „Born Under a Bad Sign“B,R
  - Албърт Кинг, Уилям Бел, Коко Тейлър & Бъди Гай, Мелвин Тейлър, Ета Джеймс, Пол Бътърфийлд, Джими Джонсън, Крис Томас Кинг, Джими Хендрикс, Cream, Букър Ти и Ем Джис

## C
- „Caldonia“B,G
  - Луис Джордан, Кларанс Браун, Уилям Дюпри, Б.Б. Кинг, Пайнтоп Пъркинс, Мемфис Слим, Мъди Уотърс, Джеймс Браун, Албърт Колинс, Холивуд Фатс, Еди Винсън, Айк Търнър

- „Catfish Blues“ или „Rollin' Stone“G
  - Джими Хендрикс, Робърт Питуей, Мъди Уотърс, Томи Маклинън, Б.Б. Кинг, Скип Джеймс, Бобо Томас, Джон Литълджон, Лайтнинг Хопкинс, Джон Лий Хукър, Луизиана Ред, Бъди Гай & Джуниър Уелс, Лутър Джонсън, Еди Кембъл, Хюбърт Съмлин, Робърт Лий Бърнсайд, Меджик Слим, Джак Джонсън, Кори Харис и Али Фарка Туре & Али Магаса

- „Crosscut Saw“
  - Томи Маклинън, Албърт Кинг, Кари Бел & Лури Бел, Лони Брукс, Робърт Лий Бърнсайд, Уолтър Хортън, Хоумсик Джеймс, Отис Ръш, Еди Тейлър, Джими Джонсън, Джони Мур, Стиви Рей Вон, Ерик Клептън

- „Crossroads“B,G,R
  - Робърт Джонсън, Хоумсик Джеймс, Хънибой Едуардс, Джони Шайнс, Хаунд дог Тейлър, Джо Уилямс, Смоуки Уилсън, Еди Тейлър, Cream, Ерик Клептън, Free, Ръш, Джон Мейър, Lynyrd Skynyrd

## D
- „Driftin' Blues“B,R
  - Чарлс Браун & Johnny Moore's Three Blazers, Боби Бланд, Джон Лий Хукър, Лайтнинг Хопкинс, Албърт Кинг, Ерик Клептън, Ърл Хукър, Пол Бътърфийлд, Амос Милбърн, Джон Диър, Снуукс Иглин, Пол Ошър

- „Driving Wheel“
  - Рузвелт Сайкс, Джуниър Паркър, Джони Тейлър, Лутър Алисън, Бъди Гай, Ета Джеймс, Сил Джонс, Албърт Кинг, Б.Б. Кинг, Робърт Локууд, Джо Йънг, Лъки Питърсън, Пол Бътърфийлд, Ърл Хукър, Джуниър Уелс, Джак Джонсън, Кларанс Едуардс

- „Dust My Broom“B,R,G
  - Робърт Джонсън, Елмор Джеймс & Сони Бой Уилямсън II, Робърт Найтхоук, Лутър Алисън, Робърт Лий Бърнсайд, Ърл Хукър, Дж. Б. Хуто, Б.Б. Кинг, Робърт Локууд, Тадж Махал, Хаунд Дог Тейлър, Албърт Кинг, Бъди Гай

## E
- „Early in the Mornin' (Ain't Got Nothing but the Blues)“ (на Джордан, Бартли и Хикман)
  - Луис Джордан, Джак Дюпри, Снуки Прайър & Мел Браун, Кларанс Браун, Б.Б. Кинг, Уилям Кларк, Кори Харис, Бъди Гай

- „Early in the Morning ('Bout the Break of Day)“ (на Сони Бой Уилямсън I)
  - Сони Бой Уилмясън I, Джуниър Уелс, Тампа Ред, Спекълд Ред, Чарли Мъсълуйт, Мъди Уотърс, Ерик Клептън, Ким Уилсън, Б.Б. Кинг, Джони Джонс & Били Бой Арнолд, Джони Йънг

- „Every Day I Have the Blues“G или „Nobody Loves Me“
  - Мемфис Слим, Лоуел Фулсън, Б.Б. Кинг, Джо Уилямс & Каунт Беси, Робърт Локууд, Сони Тери & Брауни Макгий, Снуукс Иглин, Елмор Джеймс, Джеймс Котън, Отис Ръш, Santana, Албърт Кинг, Лутър Джонсън, Джон Мейър, Ерик Клептън

## F
- „Farther up the Road“
  - Боби Бланд, Лони Мак, Ерик Клептън, Джони Копланд, Ърл Гейнс, Меджик Сам, Меджик Слим, Сони Джонс, Лъки Питърсън, Ърл Хукър, Ансън Фъндербърг

- „Five Long Years“
  - Еди Бойд, Б.Б. Кинг, Мъди Уотърс, Джуниър Паркър, Лутър Алисън, Ерик Клептън, Джон Лий Хукър, Фреди Кинг, Лейзи Лестър, Мемфис Слим, Джуниър Уелс, Джон Литълджон, Джо Йънг, Лутър Джонсън

- „Forty-Four“
  - Рузвелт Сайкс, Джеймс Уигинс & Лерой Гарнет, Хаулин Уулф, Муз Винсън, Мемфис Слим, Смоуки Уилсън, Еди Шоу, Робърт Лий Бърнсайд, Хаунд Дог Тейлър, Джордж Брок, Джони Уинтър

## G
- „Goin' Down Slow“B
  - Джими Одън, Хаулин Уулф, Гитар Слим, Мемфис Слим, Сони Тери & Брауни Макгий, Мъди Уотърс, Боби Бланд, Б.Б. Кинг, Снуукс Иглин, Джак Дюпри, Дж. Б. Хуто, Free

- „Good Morning, School Girl“B,R
  - Сони Бой Уилямсън I, Смоуки Хог, Мъди Уотърс, Джуниър Уелс, Джон Лий Хукър, Джеймс Котън, Лайтнинг Хопкинс, Фред Макдоуел, Доктор Рос

- „Got My Mojo Working“B,G,R
  - Ан Кол, Мъди Уотърс, Кларанс Браун, Джеймс Котън, Ета Джеймс, Б.Б. Кинг, Отис Ръш, Джуниър Уелс, Коко Тейлър, Джордж Смит, Лутър Джонсън, The Aces, Пайнтоп Пъркинс & Хюбърт Съмлин, Джими Роджърс

## H
- „Help Me“B
  - Сони Бой Уилямсън II, Чарли Мъсълуайт, Лутър Алисън, Джеймс Котън, Бъди Гай, Мелвин Тейлър, Джуниър Уелс, Били Бранч, Меджик Слим, Мак Симънс, Джони Мур, Джон Мейол

- „Hide Away“B,G,R
  - Фреди Кинг, Хаунд Дог Тейлър, Джон Мейол & Ерик Клептън, Кинг Къртис & Корнел Дюпри, Лони Брукс, Холивуд Фатс, Стиви Рей Вон, Меджик Слим, Лутър Алисън, Снуукс Иглин, Бил Уеб

- „(I'm Your) Hoochie Coochie Man“B,G,R
  - Мъди Уотърс, Уили Диксън, Джуниър Уелс, Лутър Алисън, Джеймс Котън, Бъди Гай, Джон Литълджон, Чик Уилис, Меджик Сам, Лутър Джонсън, Ерик Клептън

- „Hound Dog“B,G,R
  - Биг Мама Торнтън, Джуниър Уелс, Ета Джеймс, Албърт Кинг, Коко Тейлър, Еди Клиъруотър, Ерик Клептън, Биг Тайм Сара

## I
- „I Can't Quit You Baby“B
  - Отис Ръш, Уили Диксън, Литъл Милтън, Лутър Алисън, Джеймс Котън, Джон Мейол, Джон Лий Хукър, Меджик Сам, Джо Йънг, Led Zeppelin, Fabulous Thunderbirds

- „I'm Ready“B
  - Мъди Уотърс, Кари Бел, Бъди Гай, Джуниър Уелс, Хюбърт Съмлин, Отис Спан, Албърт Кинг, Фреди Кинг, Кени Нийл, The Red Devils, Лутър Джонсън, The Blues Brothers

- „It Hurts Me Too“ или „When Things Go Wrong“
  - Тампа Ред, Бил Бронзи, Стик Макгий & Брауни Макгий, Джуниър Уелс, Елмор Джеймс, Лоуел Фулсън, Ерик Клептън, Хаунд Дог Тейлър, Кени Нийл, Лутър Алисън, Литъл Милтън

## J
- „Just a Little Bit“
  - Тини Топси, Роско Гордън, Меджик Сам, Литъл Милтън, Били Бой Арнолд, Еди Клиъруотър, Фреди Кинг, Чарли Мъсълуайт, Фентън Робинсън, Били Бранч, Бъди Гай & Б.Б. Кинг, Еди Бърнс, Еди Тейлър Джуниър

## K
- „Kansas City“G,R
  - Уили Литълфийлд, Уилбърт Харисън, Ханк Балард, Мемфис Слим, Албърт Кинг, Дж. Б. Хуто, Мъди Уотърс, Джеймс Браун, Хаунд Дог Тейлър, Холивуд Фатс, Джони Джонсън, Мелвин Тейлър

- „Key to the Highway“
  - Чарли Сигър, Джаз Гилъм, Бил Бронзи, Литъл Уолтър, Лайтнинг Хопкинс, Лутър Алисън, Джон Лий Хукър, Б.Б. Кинг, Б.Б. Кинг & Ерик Клептън, Брауни Макгий, Мъди Уотърс, Джуниър Уелс, Джони Джонсън, Мемфис Слим, Derek and the Dominoes

- „Killing Floor“B
  - Хаулин Уулф, Албърт Кинг, Фентън Робинсън, Робърт Лий Бърнсайд, Дж. Б. Хуто, Отис Ръш, Лил Ед Уилямс, Хюбърт Съмлин, Джак Джонсън

## L
- „Little Red Rooster“R
  - Хаулин Уулф, Уили Диксън, Сам Кук, Лутър Алисън, Лъки Питърсън, Отис Ръш, Биг Мама Торнтън, Джуниър Уелс, Ета Джеймс, Лури Бел, Биг Тайм Сара

- „Look on Yonder Wall“
  - Джаз Гилъм, Артър Кръдъп, Елмор Джеймс, Джуниър Уелс, Джуниър Паркър, Джони Копланд, Фреди Кинг, Дж. Б. Хуто, Ансън Фъндербърг, Чик Уилис, Пол Бътърфийлд, Jelly Roll Kings

- „(You Gotta) Love Her with a Feeling“
  - Тампа Ред, Томи Макклинън, Брауни Макгий, Джони Копланд, Бъди Гай, Фреди Кинг, Джуниър Уелс, Джони Джонс, Пол Бътърфийлд, Джони Уинтър & Мъди Уотърс, Тадж Махал

## M
- „Mannish Boy“B,R или „I'm a Man“
  - Мъди Уотърс, Бо Дидли, Меджик Слим, Кени Нийл, Уили Смит, Закъри Хармън, Лейзи Лестър, Отис Ръш, Пол Бътърфийлд, The Mannish Boys, Джими Хендрикс

- „Mean Old World“
  - Ти Боун Уокър, Уолтър Браун, Литъл Уолтър, Снуукс Иглин, Отис Ръш, Джон Литълджон, Б.Б. Кинг, Уили Кобс, Джеймс Котън, Лоуел Фулсън, Лутър Тъкър, Джордж Бъфорд

- „My Babe“B
  - Литъл Уолтър, Уили Диксън, Били Бой Арнолд, Джеймс Котън, Джуниър Уелс, Лайтнинг Хопкинс, Уолтър Хортън, Албърт Кинг, Лутър Алисън, Фред Макдоуел, Джордж Смит

## N
- „Night Time Is the Right Time“
  - Рузвелт Сайкс, Бил Бронзи, Брауни Макгий, Напи Браун, Рей Чарлс, Руфас и Карла, Джон Лий Хукър, Ета Джеймс, Джони Копланд, Букър Ти Лаури

## R
- „Reconsider Baby“B,R
  - Лоуел Фулсън, Боби Бланд, Лони Брукс, Ърл Хукър, Ерик Клептън, Лури Бел & Били Бранч, Ал Кинг, Фреди Кинг, Джон Литълджон, Уили Кобс

- „Rock Me Baby“
  - Мелвин Джаксън, „Блу Чиър“, Мъди Уотърс, Бил Бронзи, Б.Б. Кинг, Джеймс Котън, Фреди Кинг, Лутър Алисън, Слим Харпо, Лайтнинг Хопкинс, Ета Джеймс, Лутър Джонсън, Хаунд Дог Тейлър, Биг Мама Торнтън, Чик Уилис, Джими Роджърс, Джими Хендрикс, Ерик Клептън, Отис Рединг, Джони Уинтър, Jefferson Airplane, Rolling Stones с AC/DC

- „Rollin' and Tumblin'“
  - Хембоун Уили Нюбърн, Робърт Джонсън, Лерой Фостър & Литъл Уолтър, Мъди Уотърс, Елмор Джеймс, Лури Бел, Робърт Лий Бърнсайд, Мемфис Слим, Джо Уилямс

## S
- „See See Rider“G или „C. C. Rider“R
  - Ма Райни, Би Бууз, Лед Бели, Брауни Макгий, Бил Бронзи, Рей Чарлс, Чък Уилис, Лайтнинг Хопкинс, Джон Хърт, Джон Лий Хукър, Отис Спан, Б.Б. Кинг, Кларанс Браун

- „Shake Your Moneymaker“R
  - Елмор Джеймс, Пол Бътърфийлд, Джон Литълджон, Джими Роджърс, Джордж Джаксън, Джак Джонсън, Кари Бел, Fleetwood Mac, George Thorogood

- „She Caught the Katy“
  - Тадж Махал, Албърт Кинг, Джеймс Тейлър

- „Sitting on Top of the World“B,G
  - Mississippi Sheiks, Бил Бронзи, Лони Джонсън, Рей Чарлс, Хаулин Уулф, Сони Тери & Брауни Макгий, Тадж Махал, Мемфис Слим, Хюбърт Съмлин, Еди Шоу, Б.Б. Кинг, Cream

- „The Sky Is Crying“B
  - Елмор Джеймс, Сони Бой Уилямсън II & Мат Мърфи, Хаунд Дог Тейлър & Литъл Уолтър, Албърт Кинг, Лутър Алисън, Ърл Хукър, Лайтнинг Слим, Меджик Слим, George Thorogood, Дж. Б. Хуто, Ета Джеймс, Стиви Рей Вон

- „Smokestack Lightning“B,G,R
  - Хаулин Уулф, Мъди Уотърс, Джими Роджърс, The Rolling Stones, The Yardbirds, Джон Мейър, The Animals, The Grateful Dead, Боб Дилън, The Who, The Electric Prunes, Lynyrd Skynyrd, Soundgarden, Widespread Panic, Лестър Бътлър, „Куиксилвър Месинджър Сървис“, George Thorogood и The Wailers

- „Stormy Monday“B,G,R
  - Ти Боун Уокър, Боби Бланд, Джуниър Уелс, Албърт Колинс, Елмор Джеймс, Албърт Кинг, Б.Б. Кинг, Фреди Кинг, Мъди Уотърс, Ета Джеймс, Еди Клиъруотър & Биг Тайм Сара, Литъл Милтън

- „Sugar Mama“
  - Тампа Ред, Сони Бой Уилямсън I, Томи Макклинън, Пити Уийтстроу, Хаулин Уулф, Джон Лий Хукър, Били Бой Арнолд, Лайтнинг Хопкинс, Уолтър Хортън, Б.Б. Кинг, Пол Ошър

- „Sweet Home Chicago“B,R
  - Кокомо Арнолд, Робърт Джонсън, Рузвелт Сайкс, Джуниър Паркър, Меджик Сам, Лутър Алисън, Лутър Джонсън, Фреди Кинг, Бъди Гай, Ерик Клептън

- „Sweet Little Angel“R или „Black Angel Blues“B
  - Лусил Богън, Тампа Ред, Робърт Найтхоук, Б.Б. Кинг, Доктор Рос, Лутър Алисън, Лури Бел & Били Бранч, Лони Брукс, Бъди Гай, Ета Джеймс, Меджик Сам, Отис Ръш

## T
- „That's All Right“ (на Джими Роджърс)
  - Джими Роджърс, Робърт Найтхоук, Джеймс Котън, Лейзи Лестър, Бъди Гай & Джуниър Уелс, Фреди Кинг, Литъл Милтън, Луис Миърс, Джони Копланд, Ета Джеймс, Джуниър Паркър, Ансън Фъндербърг

- „The Things That I Used to Do“B,R
  - Гитар Слим, Албърт Колинс, Лоуел Фулсън, Литъл Милтън, Джеймс Браун, Бъди Гай, Стиви Рей Вон, Лутър Джонсън, Фреди Кинг, Мъди Уотърс, Лони Брукс, Джон Лий Хукър, Гитар Слим Дуниър

- „Travelling Riverside Blues“
  - Робърт Джонсън, Led Zeppelin, Ерик Клептън

- „Trouble in Mind“
  - Телма Ла Визо& Ричард Джонс, Берта Хил, Джорджия Уайт, Виктория Спиви, Дина Уошингтън, Сони Тери & Брауни Макгий, Лайтнинг Хопкинс, Мъди Уотърс, Б.Б. Кинг, Кари Смит

## W
- „Walkin' Blues“
  - Сон Хаус, Робърт Джонсън, Мъди Уотърс, Робърт Лий Бърнсайд, Пол Бътърфийлд, Хънибой Едуардс, Робърт Локууд, Тадж Махал, Ерик Клептън, Лутър Джонсън

- „Worried Life Blues“B,G или „Trouble No More“
  - Джон Естис, Мачео Мериуедър, Чарлс Браун, Мъди Уотърс, Джон Лий Хукър, Б.Б. Кинг, Литъл Уолтър, Сони Тери & Брауни Макгий, Джуниър Уелс, Лоуел Фулсън, Лайтнинг Хопкинс

## Y
- „You Don't Love Me Baby“
  - Бо Дидли, Уили Кобс, Джуниър Уелс, Меджик Сам, Албърт Кинг, Отис Ръш, Лутър Алисън, Смоуки Уилсън, Еди Тейлър, Биг Тайм Сара, Кларанс Едуардс, Burnside Exploration